# Лустиг, Уильям
Уильям Лустиг (англ. William Lustig; род. 1 февраля 1955) — американский кинорежиссёр и продюсер, работающий в основном в жанре ужасов. Племянник боксёра в среднем весе Джейка Ламотты.

## Карьера
Как режиссёр, Лустиг наиболее известен своими малобюджетными фильмами ужасов «Маньяк», «Каратели», «Дядя Сэм» и серией фильмов «Маньяк-полицейский». Лустиг также работал в качестве актёра, играющего небольшие роли в своих собственных фильмах, а также в фильмах Сэма Рэйми (например, «Армия тьмы» и «Человек тьмы»). С 2009 года Лустиг является генеральным директором Blue Underground, развлекательной компании, специализирующейся на выпуске малоизвестных и эксплуатационных фильмов на DVD. Он также продюсировал оба ремейка своих фильмов «Маньяк» (2012) и не вышедший «Маньяк-полицейский» (2016).

## Фильмография
| Год  | Название                            | Примечания                      |
| ---- | ----------------------------------- | ------------------------------- |
| 1977 | Горячий мёд                         | В титрах — Billy Bagg           |
| 1977 | Нарушение Клаудии                   | В титрах — Billy Bagg           |
| 1980 | Маньяк                              | Также продюсер                  |
| 1983 | Каратели                            | Также продюсер                  |
| 1988 | Маньяк-полицейский                  |                                 |
| 1989 | Список приговорённых                |                                 |
| 1989 | Безжалостный                        |                                 |
| 1990 | Маньяк-полицейский 2                |                                 |
| 1993 | Маньяк-полицейский 3: Знак молчания |                                 |
| 1995 | Эксперт                             |                                 |
| 1996 | Дядя Сэм                            |                                 |
| 2005 | Спагетти-вест                       | продюсер (документальный фильм) |